# Insieme con l'Unione
Insieme con l'Unione è stata una lista elettorale che ha partecipato alle elezioni politiche del 2006, limitatamente alla competizione per il Senato della Repubblica, all'interno della coalizione dell'Unione.

## Storia
La lista era nata in seguito all'accordo stipulato tra la Federazione dei Verdi e il Partito dei Comunisti Italiani, che avevano intenzione di avviare un processo di confederazione unitaria della sinistra radicale, anche per ovviare allo sbarramento del 4% previsto dalla legge elettorale maggioritaria.
In seguito all'approvazione della nuova legge elettorale semiproporzionale, che ha abbassato gli sbarramenti (2% alla Camera, 3% al Senato) per i partiti coalizzati, l'esigenza si è affievolita e i due movimenti hanno deciso di presentare un semplice cartello elettorale, con esplicito riferimento alla coalizione dell'Unione di cui facevano parte, nella sola competizione del Senato. Alla lista ha poi aderito anche il piccolo movimento dei Consumatori Uniti.
La lista, comunque, ha ottenuto un risultato positivo, in alcune realtà anche superiore alle sommatorie dei due partiti aderenti. Ha raccolto il 4,2% dei consensi, eleggendo 11 senatori, di cui 6 in quota Verdi, e 5 in quota PdCI. Al Senato i due partiti hanno conseguentemente costituito un unico gruppo parlamentare, denominato "Insieme con l'Unione Verdi - Comunisti Italiani" presieduto dalla senatrice Manuela Palermi (Pdci); il vice era Natale Ripamonti (Verdi).
Al gruppo aderivano, tra gli altri, Armando Cossutta e Marco Pecoraro Scanio, fratello del segretario dei Verdi e ministro Alfonso.